# Trupanea diversa
Trupanea diversa
 es una especie de insecto díptero que Christian Rudolph Wilhelm Wiedemann describió científicamente por primera vez en el año 1830.
Esta especie pertenece al género Trupanea de la familia Tephritidae.